# 플로렌스 웰츠
플로렌스 웰치(Florence Welch, 1986년 8월 28일 ~ )는 잉글랜드의 싱어송라이터이다. 인디 록 밴드 플로렌스 앤 더 머신에서 리드 보컬을 맡고 있다.

## 음반 목록
- Lungs (2009)
- Ceremonials (2011)
- How Big, How Blue, How Beautiful (2015)